# 곽동훈 (프로게이머)
곽동훈(郭東勳, 1985년 6월 28일 ~ )은 대한민국의 전직 스타크래프트 프로게이머이다. CCoMa라는 아이디를 사용하며, 종족은 저그이다.
2004년 SouL(현 STX SouL)에 입단하며 프로게이머 생활을 시작했다. 2007년 4월 12일 STX SouL에서 eSTRO로 이적했다. 2008년 8월 14일 은퇴하였다.

## 수상 경력
- 2002년 11월 제5회 청소년 사이버문화대전 우승
- 2003년 4월 G-Voice배 길드피아 왕중왕전 3위